# Cetotheriopsis lintianus
Cetotheriopsis lintianus és una espècie extinta de cetaci que visqué durant l'Oligocè superior al mar de Tetis. Se n'han trobat restes fòssils a Linz (Àustria), que aleshores era un ecosistema marí. Es tracta de l'única espècie reconeguda del gènere Cetotheriopsis. Abans també s'hi incloïa C. tobieni, però el 2002 fou traslladada al gènere Micromysticetus. La seva classificació és incerta: s'ha proposat situar-lo en una família a part, la dels cetoteriòpsids, però el registre fòssil no permet establir amb certesa si és un tàxon vàlid.